# Gra namiętności
Gra namiętności (ang. Passion Play) – amerykański thriller z 2010 roku oparty na scenariuszu i reżyserii Mitcha Glazera. W filmie występują Mickey Rourke, Bill Murray, Megan Fox i Rhys Ifans.
Film miał premierę 10 września 2010 roku podczas 35. Międzynarodowego Festiwalu Filmowego w Toronto. W Polsce premiera filmu odbyła się 8 lipca 2012 roku na antenie Canal+.

## Opis fabuły
Nate Poole (Mickey Rourke) jest trębaczem jazzowym. Po jednym z występów zostaje napadnięty i pobity. Odzyskuje przytomność w samochodzie na pustyni. Tajemniczy napastnik ma zamiar zabić Nate'a, lecz wcześniej sam ginie. Mężczyźnie pomaga Lily (Megan Fox), która wędruje z trupą cyrkową.

## Obsada
- Mickey Rourke jako Nate Poole
- Megan Fox jako Lily
- Bill Murray jako Happy Shannon
- Kelly Lynch jako Harriet
- Rhys Ifans jako Sam Adamo
- Robert Wisdom jako Malcolm
- Rory Cochrane jako Ricky
- Jimmy Scott jako on sam[3]